# Psychrophrynella iatamasi
Espèce
Synonymes
- Phrynopus iatamasi Aguayo-Vedia & Harvey, 2001

Statut de conservation UICN

 LC  : Préoccupation mineure
Psychrophrynella iatamasi est une espèce d'amphibiens de la famille des Craugastoridae.

## Répartition
Cette espèce est endémique du département de Cochabamba en Bolivie. Elle se rencontre dans le parc national Carrasco dans les provinces d'Arani et de Chapare entre 2 600 et 4 192 m d'altitude dans la cordillère Orientale.

## Description
Le mâle mesure 16,48 mm et la femelle 15,74 mm. 

## Publication originale
- Aguayo-Vedia & Harvey, 2001 : Dos nuevas especies de Phrynopus (Anura: Leptodactylidae) de los bosques nublados de Bolivia. Revista de Biologia Tropical, vol. 49, no 1, p. 333-345 (texte intégral).